# Cantón de Esparza
Cantón de Esparza är en kanton i Costa Rica.   Den ligger i provinsen Puntarenas, i den centrala delen av landet, 60 km väster om huvudstaden San José.